# Риста Марјановић
Риста Марјановић (Шабац, 1. март 1885 — Београд, 7. април 1969) био је први српски фото-репортер, аутор фотографија из балканских ратова и Првог свјетског рата.

## Биографија
Рођен је као син житног трговца Драгојла Марјановића, пореклом из Раденковића. Имао је старијег брата Душана (1882-1958), професора математике, и млађег Косту, фармацеута.
Пред Први балкански рат 1912. ради као уредник за илустрације америчког листа Њујорк Хералд (New York Herald) за Европу. Одлази на фронт као ратни извјештач српске Врховне команде. Европске новине објављују снимке и извјештаје са бојишта које Марјановић прави и пише.
Током Првог свјетског рата снима битке на Церу, Колубари и друге, а затим повлачење српске војске кроз Албанију. 1915. га Врховна команда шаље у Француску, где објављује снимке са бојишта. На изложби ратних фотографија у Паризу 1916. излаже своја дјела, која су касније приказана и у Уједињеном Краљевству и САД. На Солунском фронту добија поново задатак снимања и извештавања с бојишта.
Послије Првог свјетског рата је запослен у агенцији Авала, централном прес-бироу, и одељењу за штампу министарства спољних послова. Био је и дописник „Париске илустрације”.
Одбио је сарадњу са Нијемцима и квислинзима 1941. године и наставља да снима у тајности. Октобра 1944. снима улазак партизана у Београд.
Послије Другог свјетског рата је радио у агенцији ТАНЈУГ.
О њему је 2019. године снимљен документарни филм „Радо иде Србин у војнике”.

## Галерија
- Марјановић: Принц Ђорђе Карађорђевић на Мачковом камену.